# Полищук, Виктор Абрамович

Виктор Абрамович Полищук (род. 13 июля 1938, Москва, СССР) — советский и российский учёный, инженер, управленец и предприниматель. Кандидат технических наук, академик Международной академии связи, мастер спорта СССР по волейболу. Основатель Роснет. Президент АО «НПЦ „МАКС“». Кавалер орденов «За заслуги перед Отечеством» III степени, ордена «За доблестный труд» и «Дружбы народов».

## Биография
Родился в Москве в семье выходцев с Украины. Отец — Абрам Львович Полищук, инженер; мать — Эсфирь Мироновна Розенбаум, экономист.
Окончил Щелковский электровакуумный техникум, затем — радиофакультет Московского авиационного института им. С. Орджоникидзе.
Во время учёбы активно участвовал в деятельности студенческих строительных отрядов и комсомола. Командовал отрядом на трассе Абакан — Тайшет, за что был награждён медалью «За трудовое отличие».
После окончания МАИ работал в Институте радиотехники и электроники АН СССР, позднее в ЦК ВЛКСМ — заместителем командира Всесоюзного студенческого строительного отряда. За работу в условиях пустыни Мангышлак награждён медалью «За трудовую доблесть».

### Олимпиада-80
В 1975 году назначен заместителем начальника главного управления Оргкомитета Олимпиады-80, в 1976 году возглавил техническое управление. Курировал телекоммуникационную и информационную инфраструктуру Игр. За вклад в подготовку Олимпиады награждён орденом Дружбы народов.

### Карьера в сфере связи и ИТ
С 1980 по 1989 год — начальник управления информационных систем АПН. Руководил созданием распределённой сети и базы данных для журналистов.
В 1990-х годах стал одним из основателей рынка телекоммуникаций в России. Руководил созданием ОАО «Российская телекоммуникационная сеть» (бренд РОСНЕТ), ставшей одним из первых интернет-провайдеров в стране. Компания разрабатывала инфраструктурные решения для ЦБ РФ, ФТС, ПФР и других организаций.
С 1993 года — основатель и президент АО «НПЦ „МАКС“», ведущего разработку защищённых программно-аппаратных комплексов. С 2020 года развивает отечественный гипервизор и платформу виртуализации «Звезда».

## Научная и общественная деятельность
- Кандидат технических наук (1974)
- Академик Международной академии связи (1996)
- Член Центрального совета ВОИР (с 2022)
- Член научного совета РАН по телекоммуникационным системам (с 2023)
- Заместитель председателя экспертного совета при Комитете по образованию и науке Госдумы РФ

## Награды
- Орден «За заслуги перед Отечеством»  III степени (13 июля 1998) — за заслуги перед государством и большой вклад в создание и внедрение систем связи и информационного обеспечения[1]
- Орден «За доблестный труд» (17 июля 2025) — за достигнутые трудовые успехи и многолетнюю добросовестную работу[2]
- Орден Дружбы народов (1980)
- Медаль «За трудовую доблесть» (1967)
- Медаль «За трудовое отличие» (1965)
- Медаль «За доблестный труд» (1970)
- Почётная грамота Мэра Москвы (2023)
- Благодарность Председателя Правительства РФ (2023)

## Личная жизнь
Женат. Два сына.